# 布新洛尔
布新洛尔（英语：Bucindolol）是一种非选择性β受体阻滞剂，具有额外的弱α阻滞特性和一些内在的拟交感活性。在2009年，美国食品药品监督管理局正在对它用于治疗心力衰竭进行审查，但由于所提交数据的完整性问题而被拒绝。